# Gustav Schlotterer
Gustav Schlotterer, né le 1er mars 1906 à Biberach an der Riß et mort le 16 mai 1989 à Düsseldorf est un journaliste économique, SS-Oberführer et l'un des collaborateurs essentiels du Ministère du Reich à l'économie et du  Ministère du Reich aux territoires occupés de l'Est pendant la seconde guerre mondiale. Conseiller économique nazi du Reichsgau de Hambourg de 1933 à 1935, il participe après l'attaque de l'URSS en 1941 à l'exploitation et au pillage de l'économie des territoires occupés.

## Biographie

### République de Weimar
Schlotterer adhère au NSDAP en 1923. Diplômé en 1930 de l'université de Tübingen pour son travail sur l'accumulation primitive du capital, il travaille à partir de 1931 comme journaliste économique au journal nazi Hamburger Tageblatt,.

### Nazisme
Après janvier 1933, Schlotterer est nommé dirigeant, à 27 ans, de l'Autorité pour l'économie de Hambourg, qu'il dirige jusqu'en 1935. Il devient également le conseiller économique du Reichsgau de Hambourg sous la direction de Karl Kaufmann. Prenant prétexte d'une fuite des capitaux organisée par la population juive de Hambourg, Schlotterer tire parti du § 37 a du code de la monnaie pour réquisitionner les biens mobiliers comme immobiliers des juifs. Lorsque après 1945 la commission de restitution statue sur le retour des biens confisqués, elle compte en son sein un certain nombre de personnes impliquées dans cette aryanisation, ce qui entraîne un certain nombre d'injustices et de contestations.
Schlotterer quitte Hambourg en 1935 et fait carrière au Ministère du Reich à l'économie à Berlin. Il adhère à la SS en novembre 1937 (numéro 289.213), et est promu SS-Oberführer en 1944. Il met en place en 1936 au Ministère la même politique de confiscation des biens juifs, déjà expérimentée à Hambourg. 
À la demande de l'I.G. Farben, qui craint pour ses participations et ses brevets aux États-Unis, Schlotterer délivre le 9 septembre 1939, peu avant l'attaque sur la Pologne, une instruction secrète à la section des devises étrangères du ministère, lui enjoignant de masquer ou dissimuler les participations de firmes allemandes à l'étranger, comme celle de l'I.G. Farben auprès de la Standard Oil.
Schlotterer est dès 1940 sous-secrétaire d'état chargé de la section Est au Ministère du Reich à l'économie. L'organisation de sa section, chargée de la valorisation des biens publics soviétiques pendant l'occupation allemande, reflète celle du Wirtschaftsführungsstab Ost  qui élabore le dossier vert. 
L'historien Götz Aly caractérise ainsi le rôle de Schlotterer au Ministère du Reich à l'économie : ses fonctionnaires pillaient l'Europe avec une « rigueur à peine imaginable ». 
Il travaille à partir de 1941 au plan quadriennal et au Ministère du Reich aux Territoires occupés de l'Est.
Schlotterer édite en 1944 avec Otto Ohlendorf la revue Deutsche Außenwirtschaft. On y rend compte notamment de la déportation des juifs hongrois sous le titre  Handel nach Umstrukturierung der ungarischen Wirtschaft gestört (en allemand, le commerce perturbé par la restructuration de l'économie hongroise).

### Après-guerre
Schlotterer est entendu dans le cadre du procès des ministères. Il travaille après-guerre comme cadre de l'industrie de l'acier à Düsseldorf.

## Principales idées
Alors que les conquêtes allemandes s'étendaient en Europe, Gustav Schlotterer fut chargé d'imaginer un concept fonctionnel d'intégration économique et monétaire entre les différents États européens et l'Allemagne. Ses résultats sont présentés dans le soi-disant Comité Schlotterer de 1940. Gustav Schlotterer avait amené les hauts représentants de la grande industrie allemande orientée vers l'exportation à s'entretenir avec des industriels et des représentants de banques des pays du Benelux. Il fut convenu que le commerce intra-européen devrait être libéré des différences de droits de douane et de change et que la région de la Ruhr devrait être fusionnée avec le nord de la France et les pays du Benelux pour former un "espace économique naturel". Il s'agissait d’un cartel de production organisé par le secteur privé sous le contrôle de l'État, que Schlotterer qualifie de « pan-européen économique ». 
Afin que les différents États puissent fonctionner entre eux, il était proposé de fonder une banque européenne basée à Vienne après la fin de la guerre. Les considérations du Comité Schlotterer sont, selon l'historien Thomas Sandkühler, à certains égards « analogues à la Banque centrale européenne actuelle » : Les pays membres de la région métropolitaine devaient acquérir des parts non négociables de l'Europabank, qui devraient être utilisées pour fournir une couverture. La banque devait fonctionner en tant que chambre de compensation centrale. Les taux de règlement des devises devraient être déterminés par un conseil d'administration, qui serait également autorisé à prêter à des pays membres surendettés. L'objectif était finalement une union monétaire européenne sous l'hégémonie allemande. Enfin, comme l'expose le 25 juillet 1940, le ministre des Affaires économiques du Reich, Walther Funk : « Sur la base des méthodes existantes de commerce bilatéral, le commerce multilatéral évoluera et les balances des paiements des différents pays seront équilibrées, afin que les différents pays puissent également nouer des relations économiques réglementées par le biais d'une telle chambre de compensation ».
John Keynes estima que l'idée de Funk concernant la compensation centrale multilatérale était très innovante tout en étant conscient que le financement de la guerre par l'Allemagne était incompatible avec le prétendu objectif d'équilibrage des balances commerciales. 
Pour Thomas Sandkühler, la Communauté européenne du charbon et de l'acier (CECA) saura par la suite tirer parti de ces idées : celle-ci avait une histoire qui incluait le « Troisième Reich ». L'intégration de l'après-guerre reposait sur cette structure de commerce extérieur intégré apparu dans la zone économique de la période de guerre nazie.

## Ouvrages de Schlotterer
- Eugen von Mickwitz, Hg.: Aussenhandel unter Zwang. (Unter besonderer Berücksichtigung des Vierjahresplans) {und des Anschlusses Österreichs an das Reich}. Hgg. aufgrund von Material des Hamburgischen Welt-Wirtschafts-Archivs. Kuhr-Golz, Hamburg 1935 (Kurztitel); 2. erw. Aufl. 1936; 4. völlig umgearb. und erweiterte Aufl. 1938 (Langtitel). Mit einem Beitrag von G. S.[13]
- Gustav Schlotterer: Englische Blockade, deutscher Außenhandel in: Paul Schmidt Hg., "Berlin – Rom – Tokio. Monatsschrift für die Vertiefung der kulturellen Beziehungen der Völker des weltpolitischen Dreiecks". Jahrgang 1, Heft Nr. 7, vom 15. November 1939, Steiniger, Berlin 1939
- dsb.: Die neuen Grundsätze der deutschen Handelspolitik. Hg. Deutsche Arbeitsfront, Amt für Arbeitsführung und Berufserziehung. Lehrmittelzentrale des Amtes für Arbeitsführung und Berufserziehung der DAF, Berlin [1936]
- Ernst Schrewe: Faschismus und Nationalsozialismus. Einleitung G. Schlotterer. Hanseatische Verlagsanstalt, Hamburg 1934
- G. Schlotterer & W. Ter Nedden: Erschließung und Neuaufbau der Wirtschaft in den besetzten Ostgebieten. in: "Osttagung deutscher Wissenschaftler 24.–27.3., Tagungsunterlagen Band 1: Besetzte Ostgebiete" im Reichsarbeitsministerium, Berlin 1942 (im Archiv des Instituts für Zeitgeschichte München)